# Sampung (Sarang)
Sampung is een bestuurslaag in het regentschap Rembang van de provincie Midden-Java, Indonesië. Sampung telt 1628 inwoners (volkstelling 2010).